# Sebaea
Sebaea je rod rostlin z čeledi hořcovité. Jsou to jednoleté byliny s jednoduchými vstřícnými listy a čtyř nebo pětičetnými květy. Rod zahrnuje asi 50 druhů a je rozšířen zejména v Africe.

## Popis
Zástupci rodu Sebaea jsou jednoleté byliny s jednoduchými vstřícnými listy. Květy jsou čtyř nebo pětičetné, uspořádané v koncových vrcholících. Kališní trubka je mnohem kratší než cípy. Koruna je baňkovitě kolovitá, s delší trubkou a rozestálými cípy. Tyčinky jsou přirostlé ke korunní trubce. Nektária v květech chybějí. Semeník je obsahuje 2 komůrky s mnoha vajíčky a nese nitkovitou čnělku zakončenou 2 bliznami. Plodem je tobolka obklopená vytrvalým okvětím, pukající 2 chlopněmi a obsahující mnoho drobných semen.

## Rozšíření
Rod zahrnuje v současném pojetí asi 50 druhů. Je rozšířen v subsaharské Africe, v malé míře i na Madagaskaru, v Číně, Indii, Nepálu a Bhútánu, Srí Lance, Austrálii a Novém Zélandu. Centrum druhové diverzity je v jižní Africe. Největší areál má druh S. microphylla, rozšířený ve velké části tropické Afriky a jako jediný druh rodu i v Asii. Mimo afriku se vyskytuje jen několik málo druhů. Dva druhy rostou v Austrálii, po jednom na Novém Zélandu, Madagaskaru a v Asii.
Zástupci rodu Sebaea rostou v nadmořských výškách od úrovně moře do asi 3500 metrů. Vyšších nadmořských výšek dosahují zejména v horách jižní a východní Afriky. Rostou na pestré škále biotopů: v tropických lesích, savanách, bažinách a zaplavovaných půdách, na alpínských loukách, skalách nebo písčitých březích řek.

## Taxonomie
Rod Sebaea je v rámci čeledi hořcovité řazen do tribu Exaceae.
V minulosti bylo do rodu Sebaea řazeno téměř 100 druhů, v tomto pojetí se však ukázal parafyletický a bezmála polovina z nich byla na základě molekulárních studií přeřazena do jiných rodů. Celkem 22 druhů ze subsaharské Afriky bylo přeřazeno do rodu Exochaenium, a to včetně neobvyklého, mykotrofního druhu S. oligantha s listy redukovanými na šupiny. Dva endemické druhy z Madagaskaru se ocitly v novém rodu Klackenbergia. Vyčleněn byl také monotypický rod Lagenias, který tvoří sesterskou větev rodu Sebaea a společně s ním stojí v základě vývojového stromu tribu Exaceae.

## Význam
Některé druhy jsou pěstovány ve specializovaných sbírkách skalniček.